# Satmex
Satmex (abreviação de xSatélites Mexicanos) foi uma empresa comercial do México, que operova satélites de telecomunicações que proporcionavam serviços ao redor do continente americano, a mesma foi criada 1997 e prestou serviços até 2014 quando ocorreu sua fusão com a Eutelsat.

## História
O México já tinha uma rede de comunicações de microondas, mas só a partir de 1982, que foi planejado colocar os satélites Morelos em órbita, que foram operados inteiramente pelo governo mexicano através da Telecomm-Telégrafos (Telecomunicações do México), criado pela Secretaria de Comunicações e Transportes, assumiu o controle sobre o funcionamento do sistema de satélite Morelos, que foi lançado em 1985. O processo de privatização da Telecomm da seção de serviços via satélite começou em 1995. O operador de satélites do México foi privatizada em 1997, tornando-se a "Satmex" empresa privada de serviços de telecomunicações via satélite. O sistema de satélites Solidaridad começou entre 1993 e 1994. Os sistemas "Satmex", "Solidaridad" e "Morelos" cobrem várias regiões desde o Canadá até a Argentina. Em 1998, foi lançado o Satmex 5, em 2006 o Satmex 6 e em 2013 foi lançado o Satmex 8. O Satmex 7, era para ter sido construído pela "Space Systems / Loral" e foi programado para ser lançado em 2011, mas devido à grande dívida com a empresa, o mesmo não foi construído e só permaneceu um acordo de contrato que não foi concluído por falta de financiamento para sua criação. 
1968: transmissões são feitas nos Jogos Olímpicos do México de 1968 por televisão a cores. 
1970: A capacidade de um satélite Intelsat é usado para serviços domésticos.
1982: A "Secretaria de Comunicações e Transportes" (SCT) contrata a Hughes para construir o sistema de satélites mexicanos "Morelos" (dois satélites geoestacionários HS-376, estabilizado por rotação).
1985: Em 17 de junho o Morelos I é lançado a partir do Cabo Canaveral, a bordo do ônibus espacial Discovery na missão tripulada 51-G da NASA.
O satélite atinge com sucesso a posição orbital de 113 °W, com cobertura nacional.
Construção de Iztapalapa Control Center, localizado na Cidade do México.
Em 27 de novembro o Morelos II foi lançado a partir do Cabo Canaveral, a bordo do ônibus espacial Atlantis (OV-104), em missão tripulada 61-B da NASA, em que o primeiro astronauta mexicano participou. O satélite ocupou a posição orbital de 116,8 °W, com cobertura nacional.
1993: lançamento do Solidaridad I. 
1994: lançamento do Solidaridad II.
1995: início do processo para a privatização da seção de serviços via satélite da "Telecomm" (agora "Satmex"). Entra em vigor a reforma da lei das telecomunicações. 
1997: A seção de serviços via satélite da Telecomm está registrado sob a lei mexicana, constituindo a empresa "Satélites Mexicanos", S.A. de C.V. Lançamento do Satmex 5.
1998: A nova equipe executiva assume o controle da operação e inicia a transição da empresa. O Satmex 5 é vendido totalmente em um tempo recorde de 11 meses. O crescimento da receita de 24% em 2000 em relação a 1999.
1999: Internacionalização e crescimento da base de receitas. 
2000: Lançamento da exposição de tecnologia via satélite na Universum.
2001: A Satmex obteve a certificação ISO 9000:2000 nas direções de engenharia de operação de tráfego e operação e atendimento ao cliente. Esta certificação inclui todos os centros de controle e tem um alcance de engenharia e operação via satélite, acesso e monitoramento por satélite e suporte ao usuário.
2004: Lançamento da programação Alterna'TV para distribuição através dos sistemas de televisão por assinatura latino-americanos nos Estados Unidos. 
2006: Lançamento do Satmex 6.
2013: Lançamento do Satmex 8 em 23 de março do mesmo ano.
2014: Fusão da Satmex com a Eutelsat.

## Infraestrutura terrestre
A Satmex tem dois diferentes tipos de centros de controle. Os Centros de Controle de Satélites são responsáveis pela operação da frota de satélites Satmex, e que estão em Iztapalapa na Cidade do México e em Hermosillo, Sonora.
Os "Centros de Controle de Comunicações" (CCC) monitora os sinais enviados através dos satélites "Satmex" usando vários consoles, o tempo todo monitorando as atividades dos satélites, localização, operação e verificar se os usuários estão operando nos parâmetros atribuídos. A Satmex tem centros de controle de comunicação em seus escritórios das empresas e dois centros de controle de satélites.

## Sistemas satelitais
| Nome do satélite | Lançamento | Órbita   |
| ---------------- | ---------- | -------- |
| Satmex 9         | 15/6/2016  | 116,8° W |
| Satmex 8         | 26/3/2013  | 116,8 W  |
| Satmex 7         | 2/3/2015   | 114,9 W  |
| Satmex 6         | 27/5/2006  | 113 W    |
| Satmex 5         | 5/12/1998  | 116,8 W  |
| Solidaridad II   | 17/10/1994 | 114,9 W  |
| Solidaridad I    | 17/11/1993 | 109,2 W  |
| Morelos II       | 27/11/1985 | 116,8 W  |
| Morelos I        | 17/6/1985  | 113 W    |